# Polissoir du Pied de Femme
Le polissoir du Pied de Femme, appelé aussi polissoir de Bois Ramort, est un polissoir situé à Chevry-en-Sereine, dans le département de Seine-et-Marne en France.

## Description
Le polissoir est constitué d'une grande dalle de grès de 5 m sur 4 m à la surface plane. Il comporte quatre rainures de polissage (dont trois d'une longueur supérieure à 0,50 m) avec une arête de fond visible et trois cuvettes polies.